# Darren Mathews
Darren Mathews is sous-chef van het restaurant Bon Appétit in Malahide, County Dublin. Als sous-chef is hij de plaatsvervanger van de veelvuldig afwezige Oliver Dunne. Bon Appétit bezit sinds 2008 een Michelinster.
Reeds op jonge leeftijd nam Mathews deel aan kookwedstrijden waarbij hij regelmatig prijzen in de wacht sleepte. Na de middelbare school volgde hij een studie aan het Dublin Institute of Technology in de richting "Culinary Arts" bij het "College of Catering".
Na zijn afstuderen werkte Mathews bij verschillende restaurants waaronder Patrick Guilbaud (2 sterren), Mint, waar hij Oliver Dunne leerde kennen, en het Hibiscus Restaurant (twee sterren) in Wales.
Toen Dunne zijn eigen restaurant opende, haalde hij Mathews terug uit Wales om hem de dagelijkse leiding in de keuken te geven. Het behalen van de Michelinster is mede op het conto van Mathews te schrijven.